# Dumá (filho de Ismael)
Dumá (o aramaico para "silêncio") foi o sexto filho de Ismael, o filho de Abraão e Agar.